# Seasogonia indosinica
Seasogonia indosinica är en insektsart som först beskrevs av Jacobi 1905.  Seasogonia indosinica ingår i släktet Seasogonia och familjen dvärgstritar. Inga underarter finns listade i Catalogue of Life.